# Isadora González
Isadora González (Mexikóváros, Mexikó, 1973. november 1. –) mexikói színésznő, tervező.

## Élete és pályafutása
1973. november 1-én született Mexikóvárosban. 
Karrierjét 1993-ban kezdte a Dos mujeres, un camino című telenovellában. 1998-ban Maclovia szerepét játszotta a Titkok és szerelmekben. Több telenovellában szerepelt.

## Filmográfia

### Telenovellák
- Maricruz (Corazón indomable) (2013) - Simona Irazábal
- Rafaela doktornő (2011) (Rafaela) - Elizabeth Jacome
- Muchachitas como tú (2007) - Roger testvére
- Szerelempárlat (Destilando amor)(2007)
- Corazones al límite (2004) - Bárbara
- Bajo la misma piel (2003) - Norma
- La otra (2002) - Paulina
- El precio de tu amor (2000) - Mireya
- Tres mujeres (1999) - Myriam
- Titkok és szerelmek (El privilegio de amar) (1998) - Maclovia
- Esmeralda (1997) - Tania
- Mi querida Isabel (1996)
- Tú y yo (1996)
- Volver a empezar (1994) - Sonia
- Dos mujeres, un camino (1993)

### Sorozatok
- Como dice el dicho
- Extreme Makeover: Home Edition Latin America
- Tiempo final (2010)
- La rosa de Guadalupe (2010)
- Mujer, casos de la vida real (2001)